# Esiliiga 2003
L'edizione 2003 fu la 13ª edizione dell'Esiliiga. Vide la vittoria finale del Lootus Kohtla-Järve.

## Formula
Le 8 squadre partecipanti disputarono il campionato incontrandosi in due gironi di andata e e due di ritorno, per un totale di 28 giornate. Erano previsti una promozione diretta, un play-off spareggio con la penultima (settima) di Meistriliiga e un play-out.

## Squadre partecipanti
| Club                 | Città        | Stagione precedente                                                               |
| -------------------- | ------------ | --------------------------------------------------------------------------------- |
| F.C.A. Estel Tallinn | Tallinn      | 1º nel girone Nord/Est di II Liiga                                                |
| Lootus Kohtla-Järve  | Kohtla-Järve | 7º posto in Meistriliiga, retrocesso dopo spareggio                               |
| MC Tallinn           | Tallinn      | 2º nel girone Nord/Est di II Liiga, promosso dopo spareggio                       |
| Merkuur Tartu        | Tartu        | 5º posto                                                                          |
| Tervis Pärnu         | Pärnu        | 1º nel girone Sud/Ovest di II Liiga                                               |
| TJK                  | Tallinn      | 4º posto                                                                          |
| Tammeka Tartu        | Tartu        | 6º posto                                                                          |
| Vaprus Pärnu         | Pärnu        | 5º nel girone Sud/Ovest di II Liiga, ripescato dopo la fusione col Levadia Pärnu. |

## Classifica finale
|  | Pos. | Squadra              | Pt | G  | V  | N  | P  | GF | GS | DR  |
|  | ---- | -------------------- | -- | -- | -- | -- | -- | -- | -- | --- |
|  | 1    | Lootus Kohtla-Järve  | 67 | 28 | 21 | 4  | 3  | 77 | 23 | +54 |
|  | 2    | Tervis Pärnu         | 53 | 28 | 16 | 5  | 7  | 69 | 36 | +33 |
|  | 3    | MC Tallinn           | 50 | 28 | 14 | 8  | 6  | 65 | 47 | +18 |
|  | 4    | F.C.A. Estel Tallinn | 44 | 28 | 13 | 5  | 10 | 69 | 45 | +24 |
|  | 5    | TJK                  | 31 | 28 | 7  | 10 | 11 | 41 | 57 | -16 |
|  | 6    | Merkuur Tartu (-4)   | 25 | 28 | 7  | 8  | 13 | 37 | 66 | -29 |
|  | 7    | Tammeka Tartu        | 14 | 28 | 3  | 5  | 20 | 44 | 99 | -55 |
|  | 8    | Vaprus Pärnu         | 22 | 28 | 5  | 7  | 16 | 42 | 71 | -29 |

### Spareggio promozione/retrocessione per Meistriliiga
| 12 novembre 2003                                                                       | Tervis Pärnu | 2 – 2                      | Valga |  |
| \| \| \| \| \| Valejev 24’ Savotškin 28’ \| Marcatori \| 10’ Raamat 37’ Tarassenkov \| |              |                            |       |  |
|                                                                                        |              |                            |       |  |
| Valejev 24’ Savotškin 28’                                                              | Marcatori    | 10’ Raamat 37’ Tarassenkov |       |  |

| 22 novembre 2003                                                          | Valga     | 3 – 0 | Tervis Pärnu |  |
| \| \| \| \| \| Antonov 33’ Tarassenkov 43’ Anniste 54’ \| Marcatori \| \| |           |       |              |  |
|                                                                           |           |       |              |  |
| Antonov 33’ Tarassenkov 43’ Anniste 54’                                   | Marcatori |       |              |  |

### Spareggio promozione/retrocessione per Esiliiga
| 15 novembre 2003 | TVMK Tallinn 2 | 3 – 2 | Merkuur Tartu |  |

| 22 novembre 2003 | Merkuur Tartu | 0 – 3 | TVMK Tallinn 2 |  |

### Verdetti
- Lootus Kohtla-Järve promosso in Meistriliiga 2004.
- Merkuur Tartu ripescato in Meistriliiga a completamento dell'organico.
- Tammeka Tartu inizialmente retrocesso in II Liiga, poi ripescato a completamento dell'organico.
- Vaprus Pärnu relegato all'ultimo posto per mancanza di requisiti societari e retrocesso in II Liiga.
- MC Tallinn non iscritto in Esiliiga 2004, riparte dalla II Liiga.